# Керчикское сельское поселение
Керчикское сельское поселение — муниципальное образование в Октябрьском районе Ростовской области. 
Административный центр поселения — хутор Керчик-Савров.

## Административное устройство
В состав Керчикского сельского поселения входят:
- хутор Керчик-Савров,
- посёлок Атлантово,
- хутор Веселая Бахмутовка,
- посёлок Залужный,
- станция Керчик,
- хутор Степной.

## Население
| 2010  | 2012  | 2013  | 2014  | 2015  | 2016  | 2017  |
| ----- | ----- | ----- | ----- | ----- | ----- | ----- |
| 1709  | ↘1687 | ↘1663 | ↘1629 | ↘1589 | ↘1569 | ↘1545 |
| 2018  | 2019  | 2020  | 2021  |       |       |       |
| ↘1524 | ↘1508 | ↘1494 | ↘1479 |       |       |       |